# HC Hoeksche Waard
Hockey Club De Hoeksche Waard is een Nederlandse hockeyclub uit Mijnsheerenland, gemeente Hoeksche Waard.
De club werd opgericht op 18 december 1971. Gespeeld werd er vanaf de oprichting op de grasvelden van recreatieoord Binnenmaas. In 1988 werd het eerste kunstgrasveld aangelegd en in gebruik genomen en in 2006 kwam daar een tweede kunstgrasveld bij. Het clubhuis staat op de huidige plaats sinds 1992.
Heren 1 en Dames 1 van De Hoeksche Waard komen in het seizoen 2011/12 uit in de Vierde klasse. In het seizoen 2015/16 promoveerde Heren 1 naar de Derde klasse via play-offs, een jaar later deed Dames 1 hetzelfde.